# Thomas Heed
Åke Thomas Heed, född 12 augusti 1980 i Askims församling, Göteborg, är en svensk före detta fotbollsspelare.

## Biografi
Heed kom upp i IFK Göteborgs juniorlag och flyttades upp i A-laget 1999. Han fick emellertid inte chansen i några tävlingsmatcher, utan spelade endast 16 träningsmatcher (1 mål) för klubben innan han inför säsongen 2002 flyttade till Gais, som hade ramlat ner i division II. I Gais började han som en hårdför innermittfältare, som efter hand blommade ut till en hårt slitande lirare på kanten. Han beskrivs som en lojal och kompetent spelare som alltid var vänlig mot fansen. Säsongen 2003 var han med och spelade upp Gais i Superettan 2004, och i Superettan 2005 var han en bärande spelare då Gais åter gick upp i Allsvenskan efter kval mot Landskrona Bois. Heed gjorde ett av klubbens viktigaste mål för säsongen, då han i sista omgången gjorde det avgörande 2–1-målet mot Väsby United och säkrade kvalplatsen åt Gais.
Heed följde dock inte med Gais upp i Allsvenskan, då han inte fick förnyat kontrakt. I stället gick han, efter sammanlagt 86 matcher och 8 mål för Gais, till Utsiktens BK i division IV. Han var sitt första år i Utsikten med och tog upp klubben i division III, och säsongen därpå i division II. Efter säsongen 2010 avslutade han sin aktiva karriär efter 78 matcher (6 mål) med "Kiken", och blev till säsongen 2011 i stället delad huvudtränare för klubben tillsammans med Glenn Hysén. 2012–2014 klev han ner och var assisterande tränare i Utsikten, innan han efter säsongen 2014 lämnade fotbollen och började arbeta för sin familjs fastighetsbolag.